# Військовий інститут телекомунікацій та інформатизації імені Героїв Крут
Військовий інститут телекомунікацій та інформатизації імені Героїв Крут — вищий військовий навчальний заклад України, що готує офіцерів військ зв'язку для силових структур України (ЗСУ, ДПСУ, МВС).

## Історія
19 серпня 1992 року, відповідно до постанови Кабінету Міністрів України, було створено Київський військовий інститут управління і зв'язку на базі КВВІУЗ і Київського вищого інженерного радіотехнічного училища ППО імені Покришкіна (КВІРТУ ППО).
1 липня 1999 року, відповідно до спільного наказу Міністра оборони України та Міністра освіти України, створено Військовий інститут НТУУ «КПІ» (ВІ НТУУ «КПІ»).
23 березня 2001 року постановою Кабінету Міністрів України на базі Київського військового інституту управління і зв'язку та Військового інституту Національного технічного університету України «КПІ» було створено Військовий інститут телекомунікацій та інформатизації (ВІТІ НТУУ «КПІ»).
6 червня 2007 року постановою Кабінету Міністрів України № 800 Полтавський військовий інститут зв'язку реорганізовано на факультет засобів військового зв'язку ВІТІ НТУУ «КПІ».
Розпорядженням Кабінету Міністрів України від 26 червня 2013 року № 509-р «Про утворення Державного університету телекомунікацій» було створено Військовий інститут телекомунікацій та інформатизації Державного університету телекомунікацій (ВІТІ ДУТ).
Військовий інституту телекомунікацій та інформатизації створено згідно з Постановою Кабінету Міністрів України від 30 січня 2015 р. № 94 «Про реорганізацію та утворення військових навчальних підрозділів вищих навчальних закладів» та спільного наказу Міністерства оборони України та Міністерства освіти і науки України від 04.06.2015 року № 252/590 «Про заходи щодо реорганізації та утворення військових навчальних підрозділів вищих навчальних закладів» шляхом відокремлення від Державного університету телекомунікацій.
27 жовтня 2017 року на території інституту урочисто відкрито пам'ятник випускнику військового навчального закладу 2000 року Герою України генерал-майору Максиму Шаповалу.
29 січня 2018 року інституту було присвоєно почесне найменування імені Героїв Крут.
У березні 2021 року відбувається реорганізація, після якої раніше розформовану військову частину А2724 відновлюють у структурі Міноборони. Одна з її частин стає науковим складом Військового інституту телекомунікацій та інформатизації.
У травні 2025 року академію з вісьмома іншими українськими вищими військовими навчальними закладами було включено до мережі Європейського коледжу безпеки та оборони (ESDC).

### Руйнація інституту
3 вересня 2024 року враці війська РФ завдали удар двома балістичними ракетами по Військовому інституту, що призвело до загибелі 58 людини і поранення понад 328 осіб.
4 вересня 2024 року у Полтаві та області оголошено триденну жалобу.

## Структурні підрозділи
Навчальний процес ВІТІ тісно інтегровано до навчального процесу НТУУ «КПІ», оскільки викладання частини дисциплін за напрямками гуманітарних, соціально-економічних і природничих наук здійснюють науково-педагогічні кадри університету. Навчання здійснюється на таких факультетах:
- факультет телекомунікаційних систем;
- факультет інформаційних технологій;
- факультет бойового застосування систем управління та зв'язку;
- науковий центр зв'язку та інформатизації.

В складі інституту діє Військовий коледж сержантського складу
Інститут має 4 навчальних корпуси, 30 комп'ютерних класів, 25 аудиторій, обладнаних сучасною телекомунікаційною технікою; 20 спеціалізованих класів за напрямками підготовки, стрілецький тир, спортивні зали й містечка, навчально-тренувальний центр для відпрацювання питань практичної підготовки студентів і курсантів на засобах зв'язку й АСУ, 2 студентських гуртожитки.
Випускники отримують диплом загальнодержавного зразка.

## Наукова діяльність
В інституті сформовані й активно працюють 9 наукових шкіл, які відповідають спеціальностям підготовки наукових та науково-педагогічних кадрів.
Науковий потенціал інституту складає: заслужених діячів науки й техніки України — 5; заслужених працівників народної освіти України — 5; лауреатів Державної премії України — 2; академіків галузевих академій — 6; докторів наук — 16; професорів — 19; кандидатів наук — 116; доцентів і старших наукових співробітників — 78.
В інституті діють ад'юнктура й докторантура за спеціальностями:
- Інформаційні технології;
- Озброєння та військова техніка.

## Традиції
- Юнкери брали участь у тому числі в боях під Крутами. У день пам'яті Героїв Крут — 29 січня 2008 року — на будівлі ВІТІ НТУУ «КПІ» було відкрито меморіальну дошку з нагоди 90-річчя героїчного подвигу студентів

## Командування
- полковник Панасик (1992),
- генерал-майор Гончар (1992—1997),
- генерал-майор Глуцький (1997—2001),
- полковник Тетерятник Віктор Данилович (2001—2004)
- генерал-майор Міночкін Анатолій Іванович (2004—2016)
- генерал-майор Степаненко Євген Олександрович[11][12] (2016—2020)
- генерал-майор Остапчук Віктор Миколайович (2020—2024)
- бригадний генерал Романов Дмитро Олександрович (2024—2025)

## Персоналії
Див. також: Випускники Військового інституту телекомунікацій та інформатизації Державного університету телекомунікацій
- Павлов Ігор Миколайович (1968—2015) — полковник Збройних сил України, загинув під час боїв за Дебальцеве, навічно зарахований до списків факультету захисту інформації Військового інституту телекомунікацій та інформатизації.
- Шабля Михайло Ігорович (1986—2015) — капітан (посмертно) Збройних сил України, учасник російсько-української війни.
- Соснюк Віктор Володимирович (1973—2015) — полковник (посмертно) Збройних сил України, загинув під час боїв за Дебальцеве.